# Gordon McLeod
Gordon McLeod (Ivybridge, Inglaterra, 27 de dezembro de 1890 – Los Angeles, Estados Unidos, 1961), nasceu Charles Gordon McLeod, foi um ator britânico da era do cinema mudo.

## Filmografia selecionada
- A Smart Set (1919)
- The Primrose Path (1934)
- The Crimson Circle (1936)
- Talk of the Devil (1936)
- Meet Sexton Blake (1945)
- The Winslow Boy (1948)
- Floodtide (1949)
- Chance of a Lifetime (1950)
- Once a Sinner (1950)
- Four Days (1951)